# Keren Ann

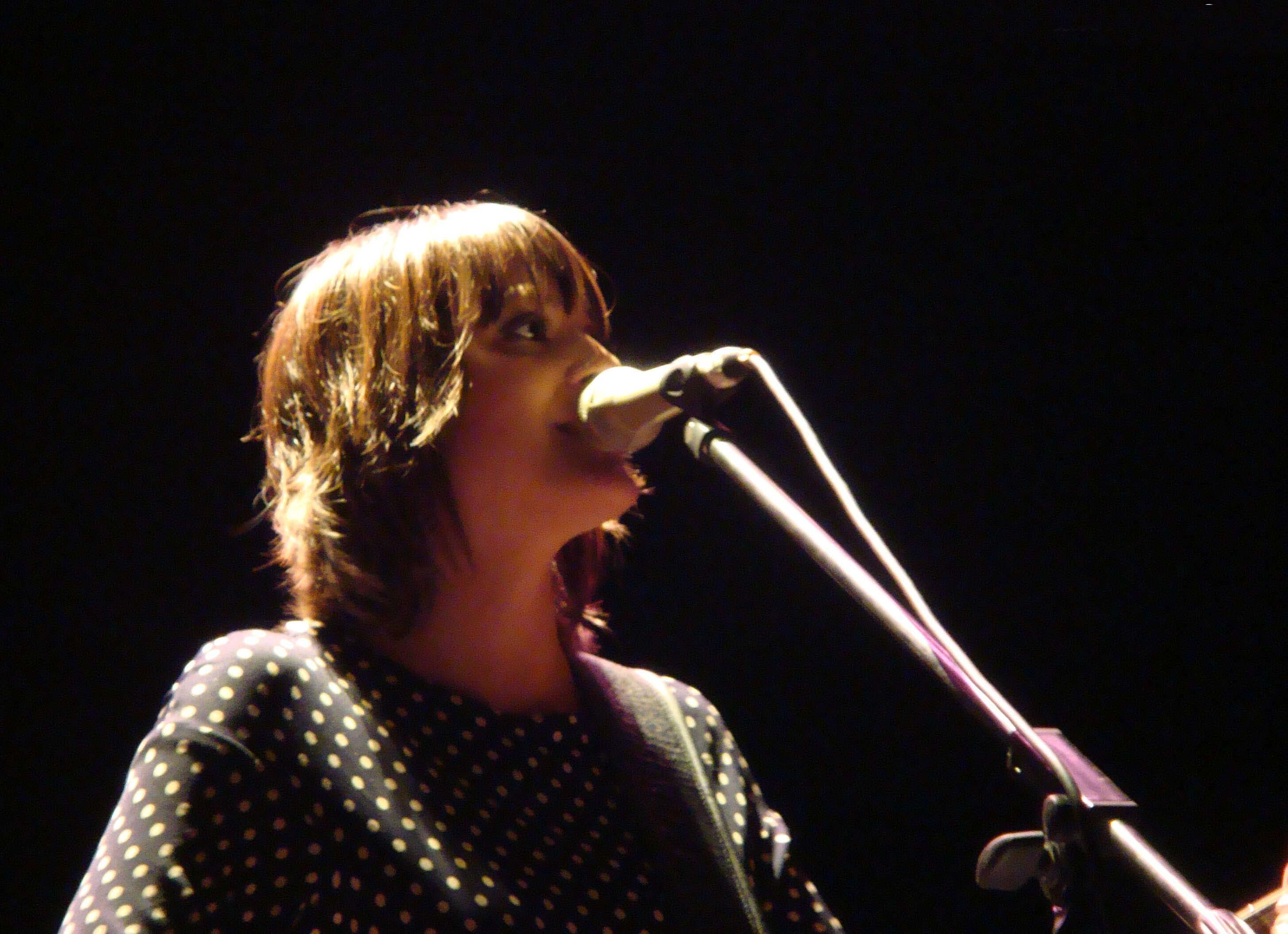
Keren Ann (2009)

Keren Ann Zeidel (* 10. März 1974 in Caesarea, Israel) ist eine niederländisch-israelische Sängerin, Komponistin, Gitarristin und Musikproduzentin. Seit 2007 tritt sie unter dem Künstlernamen Keren Ann auf.

## Karriere
Zeidel ist die Tochter eines russisch-jüdischen Vaters und einer niederländisch-javanesischen Mutter. Bis zum Alter von elf Jahren lebte sie in den Niederlanden und wuchs anschließend in Paris auf. Sie besitzt die niederländische und die israelische Staatsbürgerschaft. Zeidel lebt mittlerweile mit ihrer 2013 geborenen Tochter in Paris. Außerdem hält sie sich in Tel Aviv, New York und den Niederlanden auf. Sie spricht fließend Französisch, Englisch und  Hebräisch.
1998 spielte Zeidel in der Band Shelby. Im Jahr 2000 begann sie eine Solokarriere mit ihrem Debütalbum La biographie de Luka Philipsen, das sie mit Benjamin Biolay schrieb. Im gleichen Jahr schrieben die beiden auch das Album Chambre avec vue für Henri Salvador, der damit zwei Victoires de la Musique gewann.
Der Song Lay Your Head Down aus dem Album Keren Ann von 2007 wurde in einem TV-Spot für die Bekleidungsmarke H&M verwendet. Ihr Song Not Going Anywhere wurde in der Fernsehserie Grey’s Anatomy gespielt.
Am 8. Juli 2016 trat Zeidel in Deutschland beim Rudolstadt-Festival im Trio mit dem Bassisten Pierre Dubost und dem Schlagzeuger Mathieu Gayout auf.

## Diskografie

### Alben
| Jahr | Titel                                                            | Höchstplatzierung, Gesamtwochen, AuszeichnungChartplatzierungen (Jahr, Titel, Platzierungen, Wochen, Auszeichnungen, Anmerkungen) | Höchstplatzierung, Gesamtwochen, AuszeichnungChartplatzierungen (Jahr, Titel, Platzierungen, Wochen, Auszeichnungen, Anmerkungen) | Höchstplatzierung, Gesamtwochen, AuszeichnungChartplatzierungen (Jahr, Titel, Platzierungen, Wochen, Auszeichnungen, Anmerkungen) | Anmerkungen |
| Jahr | Titel                                                            | CH | BEW | FR | Anmerkungen |
| ---- | ---------------------------------------------------------------- | --- | --- | --- | ----------- |
| 2001 | La biographie de Luka Philipsen                                  | — | — | FR111 (16 Wo.)FR |             |
| 2002 | La disparition                                                   | — | — | FR18 (17 Wo.)FR |             |
| 2003 | Not Going Anywhere                                               | — | BEW37 (3 Wo.)BEW | FR40 (40 Wo.)FR |             |
| 2004 | Nolita                                                           | — | BEW67 (4 Wo.)BEW | FR56 (19 Wo.)FR |             |
| 2007 | Keren Ann                                                        | CH81 (2 Wo.)CH | BEW40 (6 Wo.)BEW | FR13 (40 Wo.)FR |             |
| 2009 | La Ballade of Lady & Bird (mit Barði Jóhannsson als Lady & Bird) | — | — | FR103 (2 Wo.)FR |             |
| 2011 | 101                                                              | CH50 (3 Wo.)CH | BEW8 (16 Wo.)BEW | FR22 (13 Wo.)FR |             |
| 2016 | You’re Gonna Get Love                                            | — | BEW26 (13 Wo.)BEW | FR27 (7 Wo.)FR |             |
| 2019 | Bleue                                                            | CH69 (1 Wo.)CH | BEW26 (4 Wo.)BEW | FR39 (5 Wo.)FR |             |

### Singles
- Seule (2000)
- Sur le fil (2000)
- Aéroplane (2001)
- Au coin du monde (2002)
- Ailleurs (2002)
- La corde et les chaussons (2003)
- Not Going Anywhere (2003)
- Sailor and Widow (2003)
- Que n'ai-je ? (2004)
- La forme et le fond (2004)
- Midi dans le salon de la duchesse (2005)
- Chelsea Burns (2005)
- Greatest You Can Find (2005)
- Lay Your Head Down (2007)
- It Ain’t No Crime (2007)
- In Your Back (2007)
- My Name Is Trouble (2010)
- Sugar Mama (2011)
- Where Did You Go (2016)
- Incensible World (2016)
- Easy Money (2016)
- You’re Gonna Get Love (2016)
- Sous l’eau (2019)
- Bleue (2019)

Chartplatzierung

| Jahr | Titel Album            | Höchstplatzierung, Gesamtwochen, AuszeichnungChartplatzierungen (Jahr, Titel, Album, Platzierungen, Wochen, Auszeichnungen, Anmerkungen) | Höchstplatzierung, Gesamtwochen, AuszeichnungChartplatzierungen (Jahr, Titel, Album, Platzierungen, Wochen, Auszeichnungen, Anmerkungen) | Anmerkungen |
| Jahr | Titel Album            | BEW | FR | Anmerkungen |
| ---- | ---------------------- | --- | --- | ----------- |
| 2010 | My Name Is Trouble 101 | BEW41 (2 Wo.)BEW | FR68 (4 Wo.)FR |             |